# Diecezja Datong
Diecezja Datong (łac. Dioecesis Tatomensis, chiń. 天主教大同教区) – rzymskokatolicka diecezja ze stolicą w Datong, w prowincji Shanxi, w Chińskiej Republice Ludowej. Biskupstwo jest sufraganią archidiecezji Taiyuan.

## Historia
Katolicy są obecni w Datongu od XVII w.
14 marca 1922 papież Pius XI brewe Concreditum Nobis erygował prefekturę apostolską Datong. Dotychczas wierni z tych terenów należeli do wikariatu apostolskiego Północnego Shanxi (obecnie archidiecezja Taiyuan). 17 czerwca 1932 została ona podniesiona do rangi wikariatu apostolskiego.
W wyniku reorganizacji chińskich struktur kościelnych dokonanych przez Piusa XII 11 kwietnia 1946 wikariat apostolski Datong został podniesiony do rangi diecezji.
Z 1950 pochodzą ostatnie pełne, oficjalne kościelne statystyki. Diecezja Datong liczyła wtedy:
- 7 702 wiernych (0,8% społeczeństwa)
- 13 kapłanów (6 diecezjalnych i 7 zakonnych)
- 16 parafii.

Od zwycięstwa komunistów w chińskiej wojnie domowej w 1949 diecezja, podobnie jak cały prześladowany Kościół katolicki w Chinach, nie może normalnie działać. W 1951 komuniści uwięzili administratora apostolskiego Datongu o. Alphonse'a Van Buggenhouta CICM. Rok później został on wydalony z kraju.
W 1955, po wydaleniu zagranicznych misjonarzy, administratorem diecezji został ks. Thaddeus Guo Yingong. Aresztowany podczas rewolucji kulturalnej, spędził 13 lat w obozie pracy. W 1980 pozwolono mu wrócić do posługi kapłańskiej. W 1990 otrzymał sakrę biskupią. Jako biskup był uznawany zarówno przez Stolicę Apostolską jak i rząd w Pekinie. Zmarł w 2005. Dotychczas nie mianowano jego następcy.

## Ordynariusze

### Prefekt apostolski
- Giuseppe Hoogers CICM[4] (1923 – 1931)

### Wikariusz apostolski
- Francesco Joosten CICM[5] (1932 – 1946)

### Biskupi
- Francesco Joosten CICM (1946 - 1947)
- sede vacante (być może urząd sprawował biskup(i) Kościoła podziemnego) (1947 - 1990)
  - Fan Puhou (1948 - ?) administrator apostolski
  - Alphonse Van Buggenhout (1950 - 1951) administrator apostolski
  - Thaddeus Guo Yingong (1955 - 1990) administrator
- Thaddeus Guo Yingong (1990 – 2005)
- sede vacante (2005 - nadal)